# Abu-Ishaq Ibrahim II
Abu-Ishaq Ibrahim II o Abu-Ishaq Ibrahim ibn Abu-Bakr (? - 1369) fou emir hàfsida de Tunis del 1350 al 1369. Era fill d'Abu-Yahya Abu-Bakr II.
El 1350 el xeic almohade Ibn Tafragin va enderrocar al seu germà al-Fadl Àhmad (II) i el va portar al tron. Era menor d'edat i així el poder va quedar en mans d'Ibn Tafragin, que va exercir de fet el poder durant 14 anys.
Constantina i el Constantinès es van separar sota una branca hàfsida i van fer la guerra a Tunis entre el 1351 i el 1356; Bugia també es va separar sota una altra branca hàfsida; els Banu Makki eren independents a Gabès. El marínida Abu-Inan de Fes va tornar a iniciar l'expansió com havia fet el seu pare i va ocupar Alger, Tlemcen, Medea i les lluites entre les branques hàfsides li van facilitar la feina en l'ocupació d'Ifríqiya. El 1352 els marínides van ocupar Bugia; després hi va haver un temps de pausa però entre el 1356 i el 1357 foren ocupades Constantina, Bona i Tunis, i el Djarid i Gabès es van sotmetre voluntàriament. Altre cop es va prohibir als àrabs dawwàdides de recaptar un impost que cobraven als sedentaris, i els àrabs es van revoltar; el 1357 la desbandada de les seves tropes va obligar el marínida a tornar a Fes.
Ibn Tafragin i Abu-Ishaq Ibrahim II van tornar a Tunis i l'emir marínida va morir el 1358 amb el qual l'amenaça va desaparèixer; els abdalwadites van recuperar el poder a Tlemcen i la situació va retornar a l'origen amb branques hàfsides a Bugia i Constantina a més de la de Tunis, i amb part del Sahel tunisià i el sud del país fora del control hàfsida.
El 1364 va morir Ibn Tafragin i Abu-Ishaq va poder exercir el poder personalment. mentre l'hàfsida de Constantina Abu-l-Abbàs Àhmad III va arrabassar Bugia al seu cosí Abu-Abd-Al·lah (1366) i va reunificar el domini hàfsida occidental.
Abu-Ishaq va morir el 1369 i el va succeir el seu fill Abu-l-Baqà Khàlid II.